# NGC 1637
NGC 1637 је спирална галаксија у сазвежђу Еридан која се налази на NGC листи објеката дубоког неба.
Деклинација објекта је - 2° 51' 28" а ректасцензија 4h 41m 28,2s. Привидна величина (магнитуда) објекта NGC 1637 износи 10,8 а фотографска магнитуда 11,5. Налази се на удаљености од 9,141 милиона парсека од Сунца. NGC 1637 је још познат и под ознакама MCG 0-12-68, UGCA 93, CGCG 393-66, IRAS 04389-0257, PGC 15821.